# Astronomisches Observatorium Shanghai

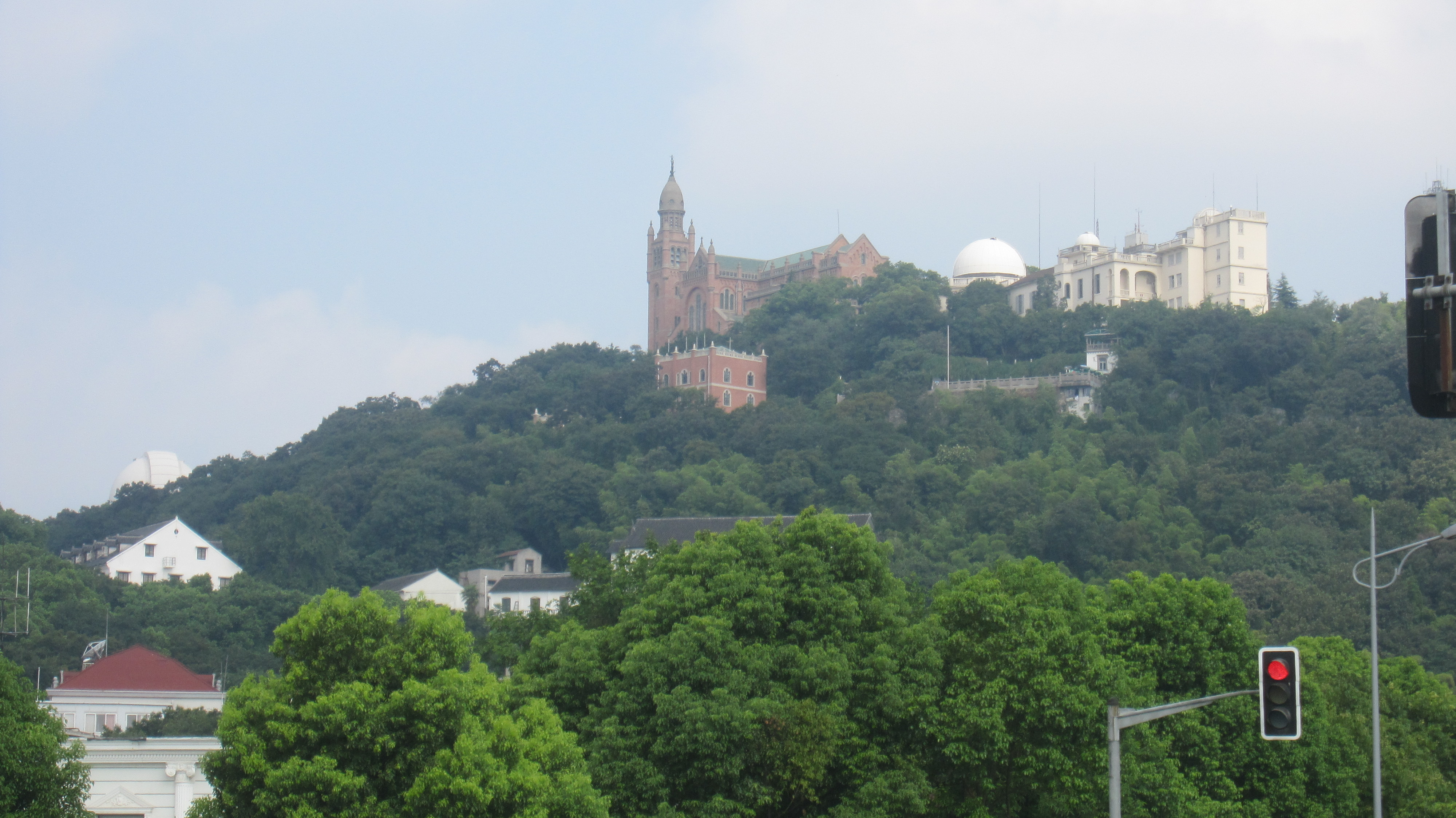
Sheshan-Hügel mit Observatorium und Sheshan-Basilika, gelegen im Stadtbezirk Songjiang

Das Astronomische Observatorium Shanghai (chinesisch 中国科学院上海天文台, englisch Shanghai Astronomical Observatory, SHAO) ist eine astronomische Forschungseinrichtung der Chinesischen Akademie der Wissenschaften, die im Jahr 1962 aus den Observatorien Sheshan und Xujiahui gebildet wurde. Direktor des Observatoriums ist seit dem 1. Januar 2018 Shen Zhiqiang (沈志强, *1965).

## Geschichte
Bereits ab 1865 hatte der Jesuitenpater Henri Le Lec, in China bekannt als Liu Deyao (刘德耀, 1832–1882), Naturkunde-Lehrer an der Mädchenschule des heutigen Muttergottes-Klosters in Xujiahui, fünfmal täglich mit aus Frankreich mitgebrachten Instrumenten Wetterbeobachtungen durchgeführt. Im August 1872 genehmigte dann Adrien-Hippolyte Languillat bzw. Lang Huairen, SJ (郎怀仁, 1808–1878), Titularbischof des Apostolischen Vikariats Kiangnan, den Bau eines meteorologischen Observatoriums in Shanghai (der zuerst ins Auge gefasste Standort Nanjing hatte sich als ungeeignet erwiesen). Am 1. Dezember 1872 begannen die astronomischen und meteorologischen Beobachtungen, zunächst von einer Plattform an der Ostseite des Pfarrhauses der heutigen Sankt-Ignatius-Kathedrale. Im Februar 1873 wurde mit den Bauarbeiten für ein eigenes Gebäude in der Puxi-Straße 221 begonnen, das im Juli 1873 fertiggestellt und in Betrieb genommen wurde. Ab 1874 wurden die Wetteraufzeichnungen jeden Monat in Tabellenform gedruckt veröffentlicht.
Im November 1873 wurde Pater Marcus Dechevrens bzw. Neng Ensi, SJ (能恩斯, 1845–1923), der im meteorologischen Observatorium des Jesuitenkollegs Stonyhurst in Lancashire in der Messung des Erdmagnetfelds ausgebildet worden war – seit 1863 wurden dort jeden Monat geomagnetische Messungen durchgeführt, seit 1866 mit automatisch aufzeichnenden Magnetometern – nach Shanghai geschickt, mit dem Auftrag, im Xujiahui-Observatorium eine solche Messstation einzurichten. Am 29. November 1873 kam Dechevrens in Shanghai an, und 1874 begann er dann mit von Pater Stephen Joseph Perry, SJ (1833–1889) aus Stonyhurst geschickten Instrumenten mit einfachen Erdmagnetfeld-Beobachtungen. Dies war die erste Erdmagnetfeld-Messstation in China. 1876 übernahm Dechevrens die Leitung des Observatoriums von Pater Augustin Colombel bzw. Gao Longpan, SJ (高龙鞶, 1833–1905), der bis dahin die Geschäfte geführt hatte.

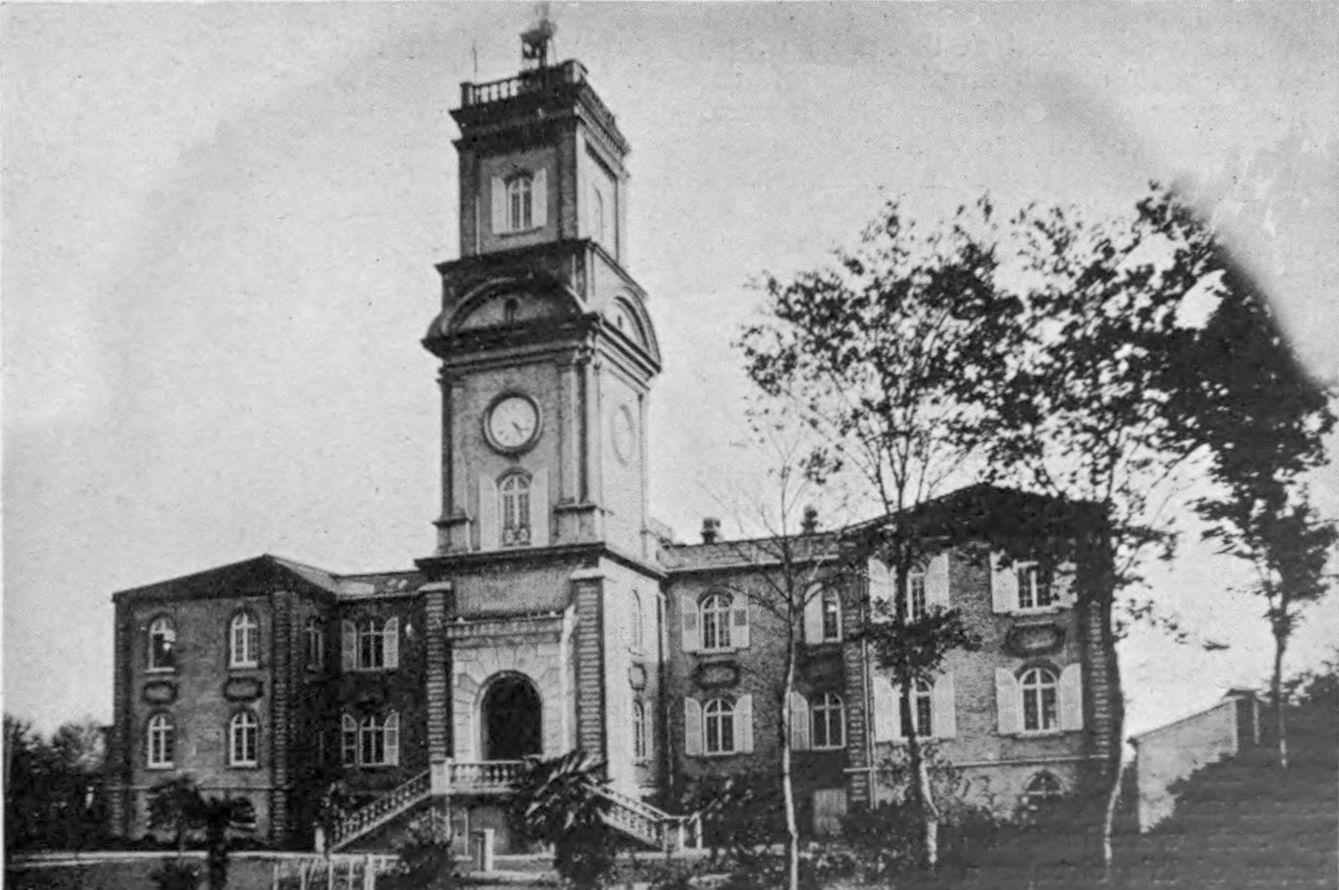
Der Neubau in der Puxi-Straße 166

In den folgenden Jahren begann man mit seismologischen Forschungen, und ab 1884 mit der Ermittelung der präzisen Sternzeit durch Himmelsbeobachtung, in China traditionell als 观星报时 (Pinyin Guānxīng Bàoshí) bezeichnet. Die exakte Zeit wurde als Dienstleistung für die Seeschifffahrt zunächst jeden Montag und Freitag Mittag per Signalkanone bekanntgegeben, dann, um die Verzögerung durch die Schallgeschwindigkeit zu eliminieren, mit einem elektrisch ausgelösten Zeitball am Hafen (siehe unten). Um dem erweiterten Aufgabenspektrum gerecht zu werden, wurde im Jahr 1900 hundert Meter westlich des alten Observatoriums, in der Puxi-Straße 166, ein Neubau errichtet, der am 1. Januar 1901 bezogen werden konnte. Da sich Zhang Zhidong, der Gouverneur von Hunan und Hubei, zusammen mit vier weiteren Provinzgouverneuren am 21. Juni 1900 geweigert hatte, einem Befehl von Kaiserinwitwe Cixi zur Ausländerbekämpfung nachzukommen, diesen vor der südchinesischen Bevölkerung geheim gehalten und stattdessen mit den Besatzungstruppen in Shanghai einen Waffenstillstand vereinbart hatte, blieb die Gegend vom Boxeraufstand unberührt.
Im Jahr 1894 beschloss Pater Stanislas Chevalier bzw. Cai Shangzhi, SJ (蔡尚质, 1852–1930), seit 1888 Direktor des Observatoriums, ein eigenes astronomisches Observatorium zu errichten. Mit Spenden von britischen und französischen Reedereien, der ausländischen Niederlassungen in Shanghai sowie der katholischen Kirche konnte er in Paris ein Refraktor-Teleskop mit 40 cm Linsendurchmesser und 7 m Brennweite sowie eine dazu passende Stahlkuppel bestellen. Da der Boden im heutigen Stadtbezirk Xuhui weich und sumpfig ist und die mehr als 3 t schwere Konstruktion nicht tragen konnte, entschied man sich dafür, das Observatorium auf dem aus Fels bestehenden Sheshan-Hügel ca. 30 km westlich der Stadt zu bauen, wo die Jesuiten bereits ein Grundstück besaßen, auf dem die Vorgänger-Kirche der heutigen Sheshan-Basilika stand.
1899 waren die Hauptgebäude fertiggestellt, und 1901 war das Teleskop mit Stahlkuppel installiert, dazu noch ein Meridiankreis. Stanislas Chevalier übernahm die Leitung des Sheshan-Observatoriums – das damals größte Observatorium in Ostasien – die er bis 1925 innehatte; die Leitung des meteorologischen Observatoriums in Xujiahui hatte bereits seit 1897 Pater Luis Marie Froc, auch bekannt als Aloysius Fros bzw. Lao Jixun, SJ (劳积勋, 1859–1932).
1902 eröffneten die Besatzungsmächte eine Straßenbahnlinie nach Xujiahui. Die elektrische Straßenbahn störte beim Vorbeifahren die Erdmagnetfeld-Messgeräte. Pater Josephus de Moidrey bzw. Ma Delai, SJ (马德赉, 1858–1936), der Leiter der geomagnetischen Abteilung,
protestierte immer wieder bei der ausländischen Verwaltung, bis diese im Jahr 1906 die Existenz des Problems anerkannte und 5000 liang (186,5 kg) Silber für eine Verlagerung der Erdmagnetfeld-Messstation zur Verfügung stellte. Die Wahl für den neuen Standort fiel auf Lujiabang (菉葭浜), die heutige Großgemeinde Lujia (陆家镇) in Kunshan, etwa 50 km westlich von Xujiahui. 1908 war die neue Messstation fertiggestellt, durch eine direkte Telegrafenleitung mit der Zentrale in Shanghai verbunden, um den Datenaustausch zu erleichtern. Zusammen mit dem Observatorium am Bund, das neben seiner Funktion als Zeitgeber auch Wetterinformationen an die Schiffe vermittelte, und dem Astronomischen Observatorium Sheshan, wo ab 1904 auch die Geodynamik angesiedelt war, besaß das Meteorologische Observatorium nun drei Außenstellen, die formal alle dem Generaldirektor in Xujiahui unterstanden, einer 1908 geschaffenen Position. In der Praxis operierten die Außenstellen aber weitgehend autonom. Neben der Wettervorhersage, besonders während der sommerlichen Taifun-Saison, befasste man sich, vor allem in Sheshan, auch mit Grundlagenforschung zu Sonnenflecken, Astrospektroskopie, Gravitationsmessung und Mikrobeben.
Nach der Gründung der Volksrepublik China wurden die Einrichtungen – 1932 war das Geomagnetische Observatorium von Lujiabang auf den Sheshan-Hügel verlegt worden – auf der Basis eines Befehls der Militärregierung von Shanghai (海市军事管制委员会, Pinyin Shànghǎi Shì Jūnshì Guǎnzhì Wěiyuánhuì) vom 11. Dezember 1950, der wiederum auf einer Weisung des Außenministeriums in Peking beruhte, am 12. Dezember 1950 verstaatlicht. Die meteorologischen Abteilungen wurden vom Büro für Meteorologie der Militärregierung (军委气象局, Pinyin Jūnwěi Qìxiàng Jú) übernommen, während die Geodynamik, die Erdbebenforschung und die Astronomie in den Apparat der im November 1949 gegründeten Chinesischen Akademie der Wissenschaften übergingen.
1962 wurden die Abteilungen in Sheshan und Xuhui – nach der Gründung der Volksrepublik China war der Stadtbezirk umbenannt worden – zum Astronomischen Observatorium Shanghai (上海天文台, Pinyin Shànghǎi Tiānwéntái) vereinigt.
Schon ab Mai 1914 hatte das Observatorium in Xujiahui per Funk ein Zeitsignal ausgesandt, und ab 1930 arbeitete es mit dem Bureau International de l’Heure bei der Bestimmung der Universal Time zusammen. 1956 begann das Observatorium damit, unter dem Rufzeichen BPV Zeitzeichen auszusenden, und von 1958 bis 1981 war es der zentrale Zeitgeber für China.
Nach einem Treffen mit Premierminister Zhou Enlai am 30. September 1960 begann man mit der Entwicklung von Atomuhren, zunächst mit Ammoniak-Molekülen, dann Caesium und schließlich Wasserstoff-Maser-Uhren. Von letzteren hat das Observatorium bislang über 100 Stück für den Verkauf hergestellt und ist damit der größte Produzent von Atomuhren in China.
1999 zog die Zentrale in einen 19-stöckigen Neubau in der Nandan-Str. 80 im Xuhui-Bezirk im Zentrum Shanghais.

## Forschungsbereiche

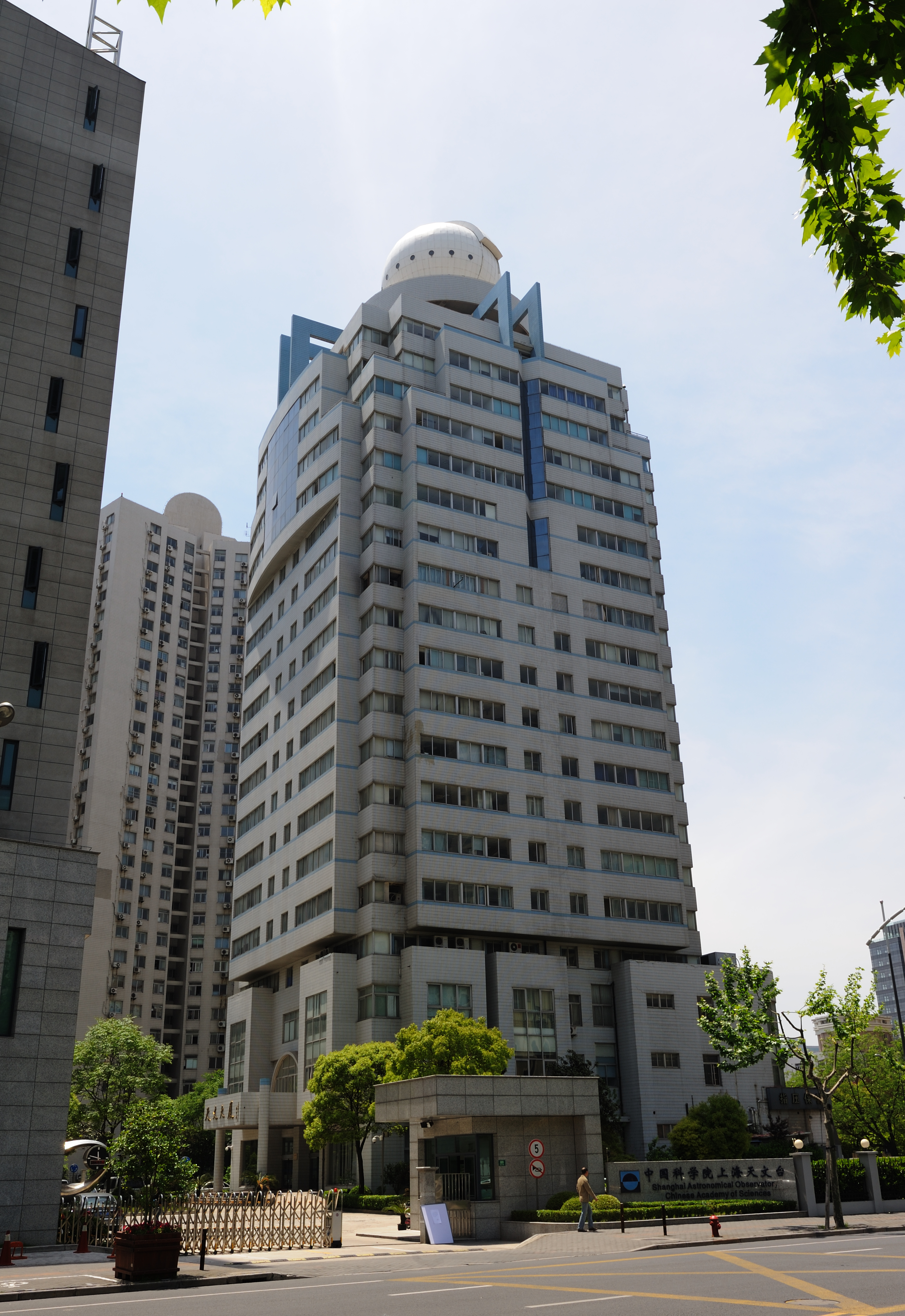
Die heutige Zentrale in der Nandan-Str. 80

Die 46 am Observatorium fest angestellten Wissenschaftsräte (研究员) im Rang von Professoren (Stand März 2019)
betätigen sich mit ihren Doktoranden – das Observatorium ist ein Campus der Universität der Chinesischen Akademie der Wissenschaften – und zahlreichen weiteren Wissenschaftlern derzeit in fünf Bereichen, wobei die Grenzen zwischen reiner Astronomie und angewandter Raumfahrttechnik fließend sind:

### Zentrum für astro-geodynamische Forschung
Im Zentrum für astro-geodynamische Forschung beschäftigen sich seit Juli 1995 rund 60 Wissenschaftler und 80 Studenten mit Forschungen auf folgenden Gebieten:
– Messung, Analyse und Vorhersage der Veränderung der Erdrotation; Erforschung der Mechanismen, die die Veränderung der Erdrotation auslösen; Messung der Meeresgezeiten und Erdgezeiten; Bestimmung astronomischer Konstanten; Erforschung des inneren Aufbaus der Planeten, der dort auftretenden hydrodynamischen und magnetohydrodynamischen Prozesse sowie der Mechanismen ihrer Kopplung.
– Bestimmung der Kontinentaldrift sowie örtlicher Veränderungen der Erdkruste; Bestimmung der Veränderung der Position von Messstationen auf der Erdoberfläche in Bezug auf den Erdmittelpunkt; Bestimmung der Position und Eigenbewegung von Sternen und kompakten Radioquellen; Erstellung, Erweiterung und Aufrechterhaltung von astronomischen Bezugsrahmen, Vergleich und Verknüpfung derselben; Forschungen auf dem Gebiet der Relativitätstheorie in der Astronomie.
– Forschungen zu Theorie und Praxis der präzisen Bestimmung des Orbits von Raumfahrzeugen; Forschungen zu Theorie und Praxis von Satelliten-Navigationssystemen wie Beidou oder GPS unter den Aspekten Positionsbestimmung, Weltraumwetter und Meteorologie.
– Satelliten-Laserentfernungsmessung und Entwicklung neuer Technologien hierfür; Entwicklung von Technologien für die Laserentfernungsmessung von unkooperativen Zielen, Unterstützung der breiten Anwendung besagter Technologien in China für Zwecke der Überwachung von Zielen im Weltraum und rechtzeitiger Warnung vor Gefahren für Luft- und Raumfahrt; Entwicklung von Technologien für den Zeitvergleich mittels Laser, Synchronisierung der Zeit- und Frequenzgeber-Systeme von Satellit und Bodenstation sowie Abschätzung der Funktionsfähigkeit des Zeit- und Frequenzgebers auf dem Satelliten; Entwicklung neuer Technologien für auf Satelliten montierte Laserreflektoren.
– Messung und Simulation des Schwerefelds der Erde sowie die Erstellung eines hochpräzisen Modells desselben; Ableitung der Massenverschiebungsprozesse auf der Erdoberfläche und im Erdinneren mittels der Daten des simulierten Schwerefelds sowie Forschungen bezüglich der langfristigen Klimaveränderungen auf der Erde.
– Entwicklung von Technologien für die Erforschung von Planeten, Erforschung der Vorgänge und Dynamik in Atmosphäre, Ionosphäre und auf der Oberfläche erdähnlicher Planeten sowie der wechselseitigen Beeinflussung besagter Phänomene unter Verwendung globaler Navigationssatellitensysteme, Radar- und optischer Sensoren, Gravimetern, Höhenmessern und Radiometern.
– Forschungen bezüglich der Theorie und Fehleranalyse bei Messungen und Datenverarbeitung in allen Bereichen der Weltraumtechnologie, Erstellung und Verbesserung von Software zur Datenverarbeitung in besagten Bereichen; Sammeln und Ordnen aller Arten von Beobachtungsdaten, Einrichtung von Datenbanken, Schutz und Anwendung derselben.

### Abteilung für Astrophysik
Die Abteilung für Astrophysik  ist stark vernetzt und betreibt gemeinsam mit der Chinesischen Universität für Wissenschaft und Technik das Schwerpunktlaboratorium der Chinesischen Akademie der Wissenschaften für Galaxien und Kosmologie (中国科学院星系和宇宙学重点实验室) sowie ein Gemeinsames Zentrum für Astrophysik (天体物理联合中心) mit der Xiamen-Universität. Außerdem nimmt die Abteilung an zahlreichen nationalen und internationalen Astronomie-Projekten teil, wie zum Beispiel dem LAMOST-Spektroskopieteleskop in Chengde, dem Hard X-ray Modulation Telescope im Weltraum, dem FAST-Radioteleskop in Guizhou, dem Sloan Digital Sky Survey, dem 30-m-Spiegelteleskop in Hawaii oder dem Large Synoptic Survey Telescope in Chile. Vor Ort in Shanghai betätigen sich rund 45 Wissenschaftler und 80 Studenten auf vier großen Gebieten:
– Erstellung von theoretischen Modellen aktiver Galaxienkerne, insbesondere der Akkretionsscheiben aktiver Galaxienkerne niedriger Leuchtkraft; Beobachtung der Besonderheiten und Veränderungen im Radiowellen-Spektrum aktiver Galaxienkerne; Rückkoppelung in aktiven Galaxienkernen; theoretische Behandlung, Beobachtung und Erstellung von Statistiken der Wechselwirkung zwischen aktivem Galaxienkern und der ihn umgebenden Galaxie;
Untersuchung von Röntgendoppelsternen mit einem Schwarzen Loch oder einem Neutronenstern als kompaktem Partner;
Analyse der Theorien zur Akkretion bei Schwarzen Löchern und ihrer Anwendungen in der Astrophysik;
Untersuchung der Erwärmungs- und Abkühlungs-Ströme im Intracluster-Medium, Rückkoppelung desselben mit aktiven Galaxienkernen, Entstehung und Auswirkungen kosmischer Strahlung; Beobachtung und Erstellung eines theoretischen Modells der Radioquelle Sagittarius A* sowie Forschungen zu Entstehung und Effekten der Fermi-Blasen im Zentrum der Milchstraße.
– Dynamik von Planeten und Planetensystemen, Aufbau und Dynamik im Inneren von Planeten; protoplanetare Scheiben und die Entstehung von Planeten; Exoplaneten.
– Kompakte Sterne wie Weiße Zwerge oder Neutronensterne; Forschungen zu komplexen, aus Sternen bzw. Doppelsternen und Planeten zusammengesetzten Sternsystemen, Entstehung, Struktur und Evolution von Sternen und Doppelsternen, Wechselwirkungen zwischen Sternen und Planeten; Forschungen zu offenen Sternhaufen und Kugelsternhaufen in der Milchstraße; Beobachtung und Erstellung theoretischer Modelle zur chemischen Evolution der Milchstraße und dem Problem des Mangels an Roten Zwergen mit geringer Metallizität; Forschungen zu den Besonderheiten in der Dynamik der galaktischen Scheibe und ihrer Spiralarme sowie deren Wechselwirkungen mit dem galaktischen Halo.
– Entstehung, Evolution und Verteilung von Galaxien; Struktur und Wachstumsgeschichte des diese umgebenden Dunklen Halos; Forschungen zur kosmischen Reionisierung; die Koevolution von Galaxien und aktiven Galaxienkernen; die chemische Evolution naher Galaxien.

### Abteilung für Wissenschaft und Technik der Radioastronomie
Die Abteilung für Radioastronomie, die mit dem Bau des 25-m-Radioteleskops 1986 in Sheshan gegründet wurde, ist durch ihre Beteiligung am Ostasiatische VLBI-Netzwerk und dem Europäische VLBI-Netzwerk ebenfalls stark vernetzt. Am Innovationszentrum für radioastronomischen Forschung und Technologie (射电天文研究与技术创新中心), in der Radioastronomischen Beobachtungsbasis (射电天文观测基地) in Sheshan, im Radioastronomischen Laboratorium (射电天文技术实验室) in der Nandan-Straße sowie im VLBI-Zentrum (VLBI中心) in Tianma beschäftigt man sich mit folgenden Projekten:
– Suche nach Pulsaren sowie Studium von Strahlungsmechanismen, Evolutionsverlauf und innerem Aufbau derselben mit Hilfe des 65-m-Radioteleskops in Tianma, um Daten für die Etablierung einer Pulsar-basierten Standardzeit sowie für die automatische Navigation im tiefen Weltraum zu erhalten.
– Koordinierung des Chinesischen VLBI-Netzwerks (中国VLBI网) in der VLBI-Beobachtungsbasis Sheshan (佘山VLBI观测基地); Entwicklung der eVLBI-Software für schnelle Datenübertragung zwischen den Antennen in Ürümqi, Miyun, Kunming, Tianma sowie Sheshan und der Basis.
– Datenverarbeitungs-Dienstleistungen des VLBI-Zentrums Tianma als Korrelator für den Internationalen VLBI-Service für Geodäsie und Astrometrie (IVS), das Ostasiatische VLBI-Netzwerk (EAVN), das Crustal Movement Observation Network of China (CMONOC), wo örtliche Veränderungen der Erdkruste in China gemessen werden, sowie für die Bahnverfolgung chinesischer Raumsonden im tiefen Weltall.
– Betrieb der Station für das VLBI Global Observatory System (VGOS) in Sheshan, mit einer kleinen, schnell schwenkbaren Parabolantenne mit einem Durchmesser von 13,2 m. Unter Einbeziehung globaler Navigationssatellitensysteme und von Satelliten-Laserentfernungsmessung unterstützt Sheshan mit seiner 25-m-Antenne den International Terrestrial Reference Frame.
– Weitere Verbesserung des selbst entwickelten Datenerfassungssystems, nach der englischen Bezeichnung „Chinese VLBI Data Acquisition System“ international mit „CDAS“ abgekürzt und in allen Stationen des Chinesischen VLBI-Netzwerks installiert.

### Labor für optische astronomische Instrumente
Seit mehr als 50 Jahren beschäftigen sich hier rund 30 Wissenschaftler und Ingenieure mit der Entwicklung verschiedener Arten von optischen Teleskopen, so zum Beispiel 1987 das oben auf dem Sheshan-Hügel installierte 1,56-m-Spiegelteleskop. Derzeit arbeitet man in folgenden Bereichen:
– CCD-Teleskope.
– Verbesserungen am 1,56-m-Spiegelteleskop für präzise Satellitenbeobachtung.
– Ferngesteuerte und automatische Himmelsbeobachtung.
– Optische Interferometrie mit Mehrfach-Teleskopen.

### Labor für Zeit- und Frequenzgeber

Der Zeitball des Observatoriums am Bund (1897)

Diese Abteilung geht auf das „Observatorium am Bund“ (外滩天文台) zurück, in Wahrheit nur ein Signalturm des meteorologischen Jesuiten-Observatoriums in Xujiahui (徐家汇观象台), wo ab 1884 mit einem Zeitball-Mechanismus den Seeleuten die Gelegenheit gegeben wurde, ihre Schiffschronometer zu überprüfen.
Heute arbeiten dort rund 30 Wissenschaftler und Ingenieure auf folgenden Gebieten:
– Verbesserung der Zuverlässigkeit von aktiven Wasserstoff-Maser-Uhren.
– Entwicklung von aktiven Wasserstoff-Maser-Uhren für Raumstationen.
– Entwicklung verschiedener Arten von passiven Wasserstoff-Maser-Uhren.
– Entwicklung von passiven Wasserstoff-Maser-Uhren für Satelliten.
– Forschungen zu Theorie, Technologie und Methodik für Zeit- und Frequenzmessung.
– Forschungen zur Technologie von Zeitgebern für Navigationssatelliten.
– Forschungen zu neuen Formen von Frequenzstandards.
– Herstellung von Wasserstoff-Maser-Uhren für den Verkauf.

## Teleskope
- optisches Teleskop mit einem 1,56 Meter großen Spiegel[30]
- 60-cm-Laserteleskop.[31]

## Radioteleskope
- 25 Meter Sheshan (SH25) bei Shanghai.[32] Dieses Radioteleskop liegt nur wenige Kilometer entfernt vom neuen 65-Meter Tianma-Radioteleskop und kann zusammen mit diesem betrieben werden wie ein einziges Teleskop mit besseren Leistungen. Die Station in der Cassegrain Beam Waveguide Bauform wurde 1986 erbaut und verfügt über 6 Empfänger mit den Frequenzbereichen 1,3, 3,6/13, 5, 6 und 18 cm. Sie ist seit 1993 beteiligt am European VLBI Network.[33] 31° 5′ 57″ N, 121° 11′ 58″ O
- 65 Meter Tianma-Radioteleskop bei Shanghai (SH65). Voll beweglich, adaptive Anpassung der Oberfläche mit Aktuatoren. Empfangsbereich 1–50 GHz, Empfänger für die Frequenzbänder L, S, X, C, Ku, K, Ka, Q. Baubeschluss war 2008, Grundsteinlegung Ende 2009, Baubeginn 2010, Erstes Licht war am 26. Oktober 2012 und zwei Tage später wurde die Station offiziell eröffnet. Der Ausbau der oberen Frequenzbänder erfolgte bis 2015.[34] Höhe 79 Meter, Gewicht 2.700 Tonnen.[35][36] 31° 5′ 31,6″ N, 121° 8′ 11,4″ O
- 13,2 Meter VGOS-Radioteleskop auf dem SH25-Gelände in Sheshan. Die Grundsteinlegung fand am 8. März 2017 statt.[37] Durch die räumliche Nähe zu der größeren Parabolantenne bestand das Problem der Verschattung, was dadurch gelöst wurde, dass die neue Antenne auf einen 14,5 m hohen Sockel gesetzt wurde.[38] Am 14. September 2018 fanden die ersten Probemessungen mit der Antenne statt,[39] im Mai 2021 wurde der Regelbetrieb aufgenommen.[20] Die für eine Lebensdauer von mindestens 20 Jahren ausgelegte Antenne arbeitet zunächst im Frequenzbereich 2–14 GHz, mit der Option, sie später auf das Ka-Band zu erweitern. Durch ihre relativ kleine Größe kann die Antenne rasch geschwenkt werden, horizontal mit einer Geschwindigkeit von 12°/s, vertikal mit 6°/s.[40]

Seit dem 15. September 2023 baut das Astronomische Observatorium Shanghai 35 km westlich von Samzhubzê, dem Regierungssitz der bezirksfreien Stadt Xigazê im Süden Tibets auf einer Höhe von 4100 m über dem Meeresspiegel ein weiteres Radioteleskop mit 40 m Durchmesser, das Teil des Chinesischen VLBI-Netzwerks werden soll.
Mit diesem Teleskop sollen zwar auch radioastronomische Beobachtungen von supermassereichen Schwarzen Löchern etc. durchgeführt werden, primär soll es jedoch als Teil des Chinesischen Deep-Space-Netzwerks die unbemannten Mond- und Tiefraum-Missionen unterstützen. Das Observatoriumsgelände befindet sich  in einem menschenleeren Gebiet ohne elektromagnetische Störungen zwischen dem Dorf Chencun (陈村) der Gemeinde Chexiu des Kreises Sa’gya und dem Dorf Jialie (加列村) der Gemeinde Nyarixung von Samzhubzê. Das voll bewegliche und präzise ausrichtbare Mehrzweckteleskop soll mit acht gekühlten Empfängern im Frequenzbereich zwischen 1 GHz und 100 GHz ausgerüstet werden. Der Probebetrieb des Teleskops soll Ende 2024 beginnen,[veraltet] Ende 2025 sollen alle Arbeiten abgeschlossen sein, sodass das Teleskop bei der für Ende 2026 angesetzten Mondmission Chang’e 7 und der 2025 startenden, mindestens 11 Jahre dauernden Asteroidenmission Tianwen-2 zum Einsatz kommen kann.
Parallel dazu baut das Observatorium Shanghai im Changbai-Gebirge, Provinz Jilin, an der Grenze zu Nordkorea ein weiteres 40-m-Teleskop.
Die Beobachtungsstation Changbaishan (长白山观测站) befindet sich im Ma’anshan-Nutzwald (马鞍山林场施业区) der Forstverwaltung der Großgemeinde Songjianghe, 22 km südöstlich der Stadt, im Kreis Fusong der bezirksfreien Stadt Baishan.
Mit den beiden Radioteleskopen können die Nationalen Astronomischen Observatorien der Chinesischen Akademie der Wissenschaften dann neben ihrer regulären Forschungsarbeit zwei Raumflugkörper gleichzeitig überwachen.

## Langbasisinterferometrie

### Radioastronomie
Bereits Ende der 1940er Jahre hatten Astronomen in den USA und Großbritannien die Signale von mehrere Kilometer auseinanderliegenden Radioteleskopen zusammengeführt und überlagert. Mit diesen sogenannten „Radiointerferometern“ wurde eine wesentlich höhere Auflösung erzielt als mit Einzelteleskopen.
Mitte der 1960er Jahre schlugen sowjetische Astronomen dann vor, die Signale aus dem All auf Hochgeschwindigkeits-Magnetbändern aufzuzeichnen, zusammen mit einer von den damals üblichen Rubidium-Atomuhren gelieferten Zeitreferenz. Die Magnetbänder von sehr weit voneinander entfernten Observatorien sollten dann zu einem Rechenzentrum gebracht und dort überlagert werden. Die ersten realen Beobachtungen mit dieser im internationalen Sprachgebrauch Very Long Baseline Interferometry, kurz „VLBI“, genannten Methode wurden im März 1967 von amerikanischen und kanadischen Observatorien durchgeführt, im Oktober 1969 fanden erstmals interkontinentale VLBI-Beobachtungen durch amerikanische und sowjetische Observatorien statt.
In China herrschte damals die Kulturrevolution mit einer gewissen Bildungsfeindlichkeit, zumindest was Grundlagenforschung betraf – der Januarsturm der Revolutionären Rebellen aus der Arbeiterschaft als Gegenbewegung zu den Roten Garden der Universitäten ging am 6. Januar 1967 von Shanghai aus. Die Wissenschaftler am Astronomischen Observatorium Shanghai verfolgten jedoch weiterhin die Entwicklung im Ausland. Man sah, dass mit VLBI die Beobachtungsgenauigkeit um ein bis zwei Größenordnungen über der traditionellen Methode lag, und  befürchtete, dass China im internationalen Vergleich zurückfallen könnte. Das Observatorium Shanghai hatte seit 1960 Erfahrung mit dem Bau von Atomuhren – das Observatorium war damals der zentrale Zeitgeber für China – und beschloss nun, Wasserstoff-Maser-Uhren und die anderen für Langbasisinterferometrie nötigen Technologien zu entwickeln. Auf Initiative von Ye Shuhua (叶叔华, * 1927), die seit 1958 die Forschungsgruppe Zeitgebung leitete, wurde am Observatorium 1973 eine Forschungsgruppe Radioastronomie (射电天文研究小组) eingerichtet, die im Dezember 1975 bei der Chinesischen Akademie der Wissenschaften eine Machbarkeitsstudie zu VLBI-Beobachtungen in China vorlegte.
Nach dem Ende der Kulturrevolution 1976 wurde im Jahr 1978 ein „Langbasisinterferometer“ als Schwerpunktprojekt in den bis 1985 laufenden Astronomischen Achtjahresplan der Akademie der Wissenschaften (中科院天文八年规划) aufgenommen und die Forschungsgruppe Radioastronomie zum Labor für Radioastronomie (射电天文研究室) erweitert. Im Dezember 1978 fand in Shanghai eine Konferenz mit Vertretern der Chinesischen Akademie der Wissenschaften und des damals für Elektronik zuständigen Vierten Ministeriums für Maschinenbauindustrie (第四机械工业部, ein Vorläufer des heutigen Ministeriums für Industrie und Informationstechnik) statt, auf der man die Möglichkeit besprach, ein chinesisches VLBI-Netz mit Stationen in Shanghai, Kunming und Ürümqi, also im Osten, Süden und Westen des Landes aufzubauen. Der Plan wurde im März 1979 von der Akademie der Wissenschaften genehmigt, allerdings sollte aufgrund der damaligen finanziellen Situation zunächst nur eine Station am Astronomischen Observatorium Shanghai eingerichtet werden. Im April 1979 wurde Ye Shuhua zur stellvertretenden Direktorin des Observatoriums Shanghai ernannt.
Um die Technik zu erproben, wurde auf dem Sheshan-Hügel noch 1979 eine kleine Parabolantenne mit 6 m aufgebaut und im November 1981 unter der Leitung von Ye Shuhua, seit Oktober des Jahres Direktorin des Observatoriums, zusammen mit dem Radioteleskop Effelsberg erstmals deutsch-chinesische VLBI-Beobachtungen durchgeführt. Nach diesem erfolgreichen Test begann man noch 1981 mit den Planungsarbeiten für eine 25-m-Antenne und ein Rechenzentrum am Osthang des Sheshan-Hügels. Im Oktober 1987 wurde die Antenne eingeweiht und nahm ab 1988 an internationalen VLBI-Projekten teil. Der Aufbau der Stationen in Kunming und Ürümqi verzögerte sich jedoch aus finanziellen Gründen. Der Plan für eine Station in Kunming wurde zunächst zurückgestellt, das 25-m-Radioteleskop in den Nanshan-Bergen südlich von Ürümqi wurde von den Observatorien Shanghai und Ürümqi ab 1991 gemeinsam gebaut und 1993 in Betrieb genommen.
Die VLBI-Beobachtungsbasis Sheshan (佘山VLBI观测基地) mit dem Rechenzentrum, wo die Daten der Teleskope zusammengeführt und ausgewertet werden, nahm 1998 den Regelbetrieb auf.
Im Jahr 2000 wurde das Chinesische VLBI-Netzwerk (中国甚长基线干涉测量观测网, CVN) offiziell abgenommen.

### Raumfahrt
Nachdem die Chinesische Akademie der Wissenschaften 1991 eine Monderkundungsmission vorgeschlagen und so das seinerzeit aus dem Nationalen Programm zur Entwicklung von Hochtechnologie finanzierte Mondprogramm der Volksrepublik China in Gang gesetzt hatte, fanden nicht nur unter Wissenschaftlern, sondern auch in der Industrie eine ganze Reihe von Konferenzen statt, die sich mit der genauen Ausgestaltung des Programms befassten. Das Astronomische Observatorium Shanghai war ab 1994 in das Projekt eingebunden, als es an einem von der Chinesischen Akademie für Trägerraketentechnologie veranstalteten Symposium zu den technischen Aspekten der Monderkundung teilnahm. Dort wurde das Observatorium mit Vorplanungen zur Positionsbestimmung von Sonden mittels Langbasisinterferometrie und zur Berechnung von deren Flugbahn beauftragt. Das Observatorium schlug daraufhin vor, die VLBI-Messungen mit den im Lande vorhandenen Antennen in Sheshan und Ürümqi durchzuführen.
Um Erfahrung mit der Anwendung von Langbasisinterferometrie in der Raumfahrt zu sammeln, wirkte das Observatorium Shanghai zunächst bei ausländischen Missionen mit. So unterstützte die damals noch in der Testphase befindliche VLBI-Beobachtungsbasis Sheshan die NASA im September 1997 während des Einschwenkens ihres Mars Global Surveyors in die erste Marsumlaufbahn. Ende Dezember 2004/Anfang Januar 2005 unterstützte man die ESA bei der Mission Cassini-Huygens mit VLBI-Messungen während des Anflugs des Landers Huygens auf den Saturnmond Titan. Bei diesen Versuchen wurden die Messungen, wie schon seit den 1960er Jahren, nicht in Echtzeit, sondern erst nach dem Zusammenführen der auf Datenträgern gespeicherten Daten ausgewertet.
Während der Planungsphase des am 24. Januar 2004 mit der Unterschrift von Premierminister Wen Jiabao offiziell gestarteten Mondprogramms schlug das Observatorium Shanghai der damaligen Kommission für Wissenschaft, Technik und Industrie für Landesverteidigung Ende der 1990er Jahre vor, das damalige VLBI-System für Raumfahrtzwecke auf drei Beobachtungsstationen plus ein Rechenzentrum zu erweitern. Der Vorschlag wurde von der Wehrtechnik-Kommission für gut befunden. Es wurde auf einen alten Plan aus dem Jahr 1986 zurückgegriffen, eine 10-m-Parabolantenne bei Kunming, die vom Astronomischen Observatorium Yunnan für Sonnenbeobachtungen genutzt wurde, zur VLBI-Station umzubauen. Außerdem sollte die Beobachtungsbasis Sheshan so umgebaut werden, dass die Daten mit eVLBI-Software direkt übertragen und rasch verarbeitet werden konnten. Das Observatorium Shanghai versprach damals eine Bearbeitungszeit von maximal 10 Minuten. Die während der am 24. Oktober 2007 gestarteten  Mission Chang’e 1 real erzielte Bearbeitungszeit betrug 6 Minuten, was später durch die Einrichtung einer separaten VLBI-Kommandozentrale für Tiefraumerkundung (VLBI深空探测指挥控制中心) beim Tianma-Radioteleskop auf 1 Minute verkürzt werden konnte.
Wenn die Radioteleskope als VLBI-Subsystem des Chinesischen Tiefraum-Netzwerks für die Hauptabteilung Satellitenstarts, Bahnverfolgung und Steuerung der Strategische Kampfunterstützungstruppe tätig sind, gehen die von der Kommandozentrale für Tiefraumerkundung ermittelten Bahndaten direkt an das Raumfahrtkontrollzentrum Peking, wo die Missionen gesteuert und eventuell nötige Bahnkorrekturmanöver berechnet werden. Die entsprechenden Steuerbefehle werden von den Tiefraumstationen der Volksbefreiungsarmee, die, anders als die Radioteleskope der Akademie der Wissenschaften, nicht nur über Empfänger, sondern auch über Sender verfügen, an die Raumsonden gefunkt.